# Новогорный
Нового́рный — посёлок (до 2005 — посёлок городского типа) в составе Озёрского городского округа Челябинской области России.

## География
Расположен на восточном берегу озера Улагач, в 8-10 км к юго-востоку от города Озёрска.

## Население
| 1959  | 1970  | 1979  | 1989  | 2002  | 2005  | 2010  |
| ----- | ----- | ----- | ----- | ----- | ----- | ----- |
| 6215  | ↗6780 | ↗7326 | ↗7689 | ↗8191 | ↘8094 | ↘6733 |
| 2021  |       |       |       |       |       |       |
| ↘6294 |       |       |       |       |       |       |

Национальный состав 
Национальный состав Новогорного по данным переписей 1989 и 2002 годов:
| Национальность | Численность в 1989 году | Численность в 1989 году | Численность в 2002 году | Численность в 2002 году |
| Национальность | человек                 | % от всего населения    | человек                 | % от всего населения    |
| -------------- | ----------------------- | ----------------------- | ----------------------- | ----------------------- |
| Русские        | 5998                    | 78,487%                 | ↗6442                   | ↗78,647%                |
| Башкиры        | 722                     | 9,448%                  | ↗842                    | ↗10,280%                |
| Татары         | 360                     | 4,711%                  | ↗380                    | ↘4,639%                 |
| Украинцы       | 278                     | 3,638%                  | ↘192                    | ↘2,344%                 |
| Немцы          | 94                      | 1,230%                  | ↗98                     | ↘1,196%                 |
| Белорусы       | 55                      | 0,720%                  | ↘40                     | ↘0,488%                 |
| Мордва         | 20                      | 0,262%                  | ↗21                     | ↘0,256%                 |
| Чуваши         | 10                      | 0,131%                  | ↗20                     | ↗0,244%                 |
| Казахи         | 7                       | 0,092%                  | ↗20                     | ↗0,244%                 |
| Евреи          | 3                       | 0,039%                  | ↘—                      | ↘0,00%                  |
| Другие         | 95                      | 1,243%                  | ↗135                    | ↗1,648%                 |
| Не указали     | —                       | 0,00%                   | ↗1                      | ↗0,012%                 |
| Всего          | 7642                    | 100,00%                 | ↗8191                   | 100,00%                 |

## Экономика
В посёлке — Аргаяшская ТЭЦ, домостроительный комбинат, «ПРОТОН»-фабрика клеёной фанеры, «Hasko» - завод полиэтиленовых изделий, щебёночный завод № 4.
В Новогорном дислоцируется «Уральский учебный спасательный центр МЧС России» (до апреля 2014 года - 978-й Учебный спасательный центр МЧС России).
В посёлке так же располагается государственное бюджетное учреждение здравоохранения «Областная специализированная психиатрическая больница № 4».

## Транспорт
На территории посёлка находится одноимённая грузовая железнодорожная станция на ветке от линии Челябинск — Кыштым — Екатеринбург.
Посёлок сообщается посредством региональных автодорог с городом Кыштым (75К-161) и селом Аргаяш (75К-037).

## Религия
Православные храмы
- Церковь Владимирской иконы Божией Матери

Мечети
- Мечеть имени полковника М.Н. Кадргулова

## Экология
При проведении более тщательных исследований последствий радиационной аварии 1957 года и разноса ветром прибрежной радиоактивной пыли озера Карачай в 1967 году, в 2002-2003 годах были проведены более точные измерения радиоактивного загрязнения почвы стронцием-90 и цезием-137 (радионуклиды с β-излучением) в ВУРС и территорий прилегания. Были выявлены очаговые повышения уровня загрязнения (выше предусмотренных в НРБ-99), требующие вмешательства для снижения уровня, в некоторых участках и посёлка Новогорный, также наблюдались незначительные загрязнения атмосферного воздуха в Новогорном (у части населения превышена эффективная доза в 1 мЗв/год по стронцию-90). Загрязнение территории при этом (особенно по цезию-137) c плотностью до 1 Ки/км² к югу доходила до Аргаяша, а с плотностью до 0,5 Ки/км² ещё южнее. Так, к примеру, в «Краткой ежегодной справке о радиационной обстановке на территории Российской Федерации в 2009 году» Росгидромета сообщается, что только за полгода в 2009 году выпало на территории посёлка 6,6 Бк/м² цезия-137 и 4 Бк/м² стронция-90. Такие же значения наблюдались и в 2008 году.
Среднемесячная мощность экспозиционной дозы по γ-излучению, измеренная на стационарном пункте в декабре 2008 года, не превышала фоновых значений для данной территории и составляла 11 мкР/час.
Аргаяшская ТЭЦ (ныне Филиал АО«Русатом инфраструктурные решения» в городе Озёрске) вот уже более 5 лет на 90 % работает на природном газе. По состоянию на 2006 год золой из золоотвалов ТЭЦ была загрязнена река Мишеляк, вследствие чего возникала необходимость чистки от золы правобережного обводного канала водоёма «В-11», по которому осуществляется обводной сток реки до Течи.

## Галерея

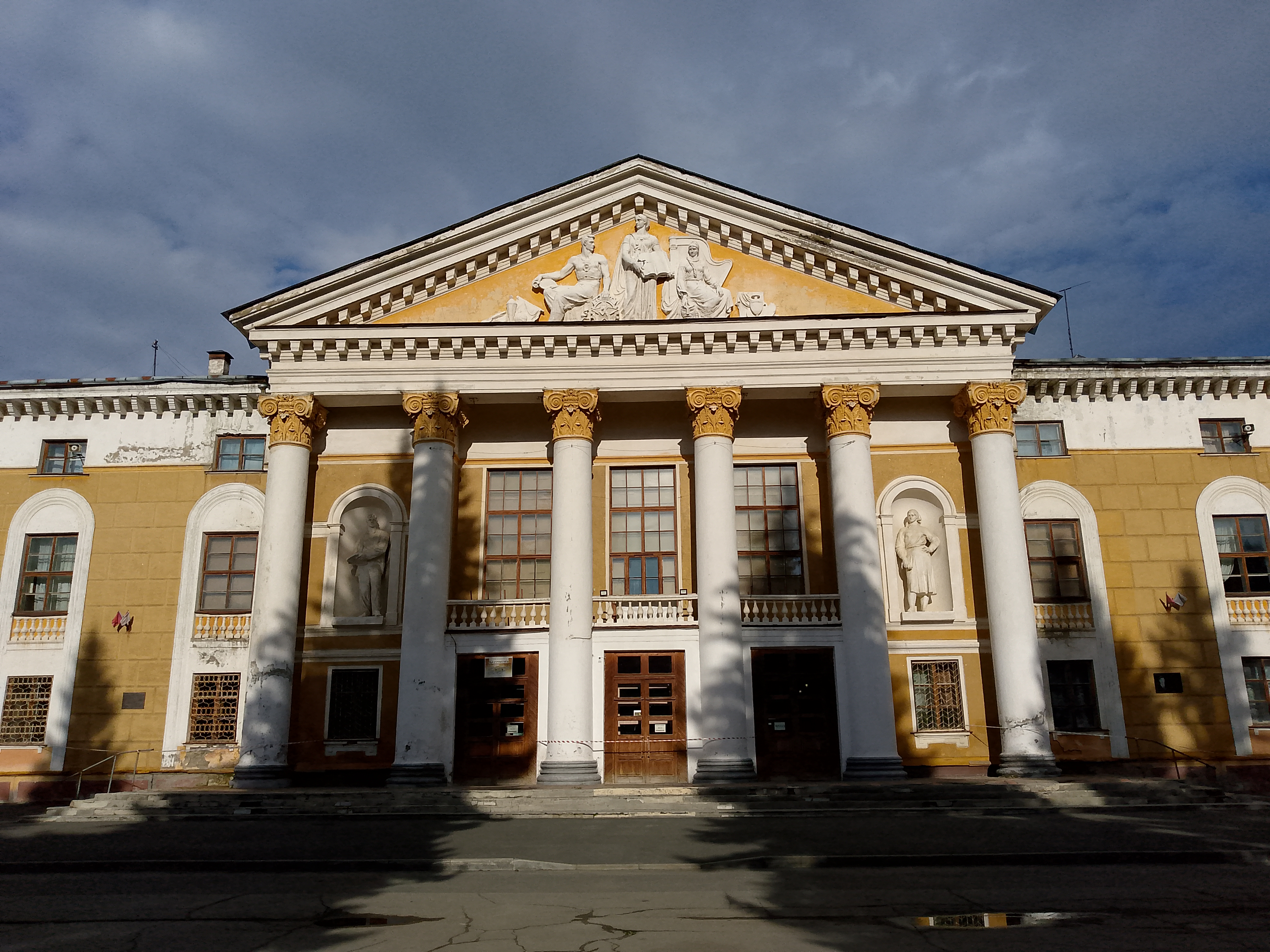
Дом культуры «Энергетик»
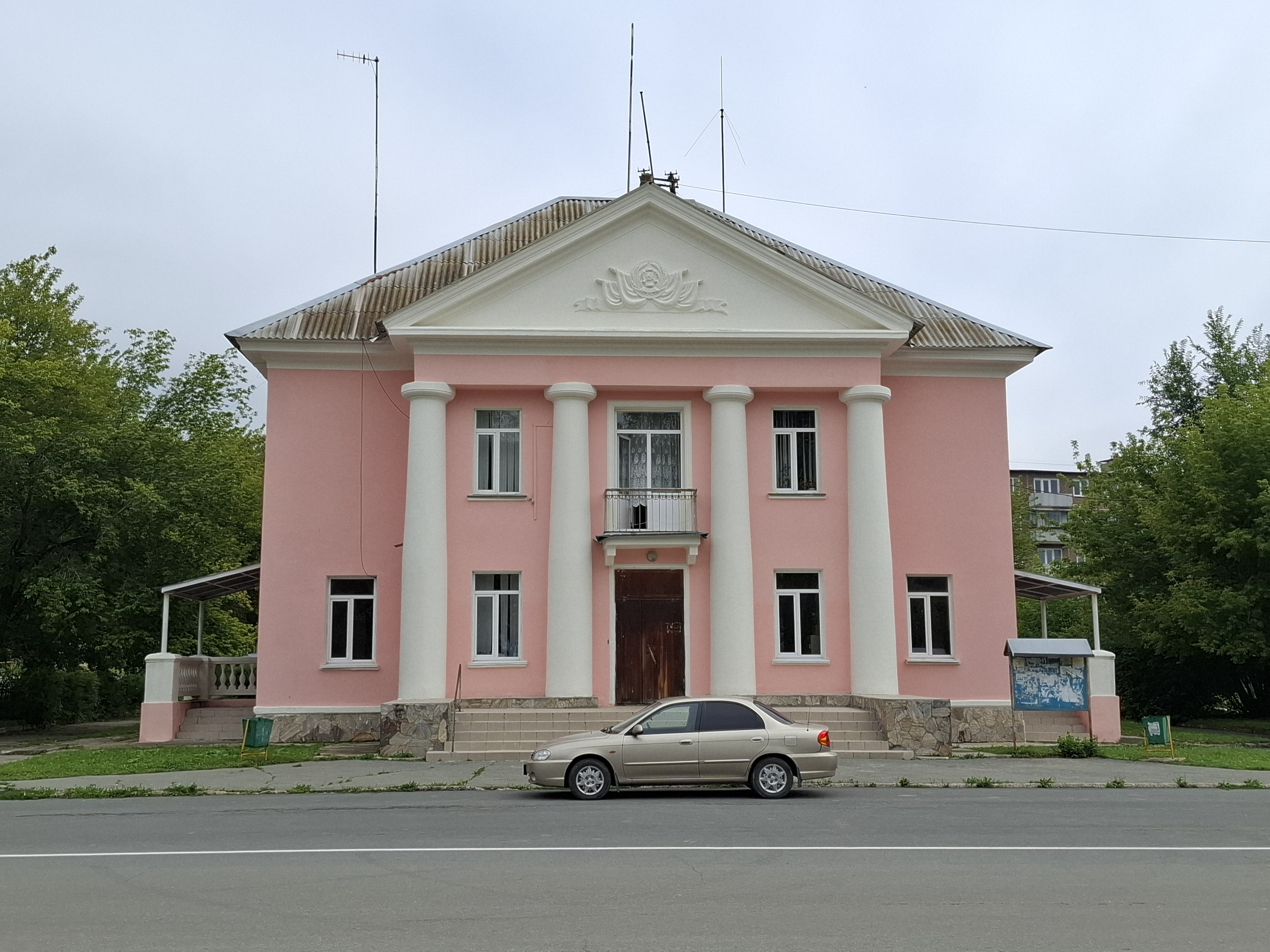
Здание администрации Новогорного
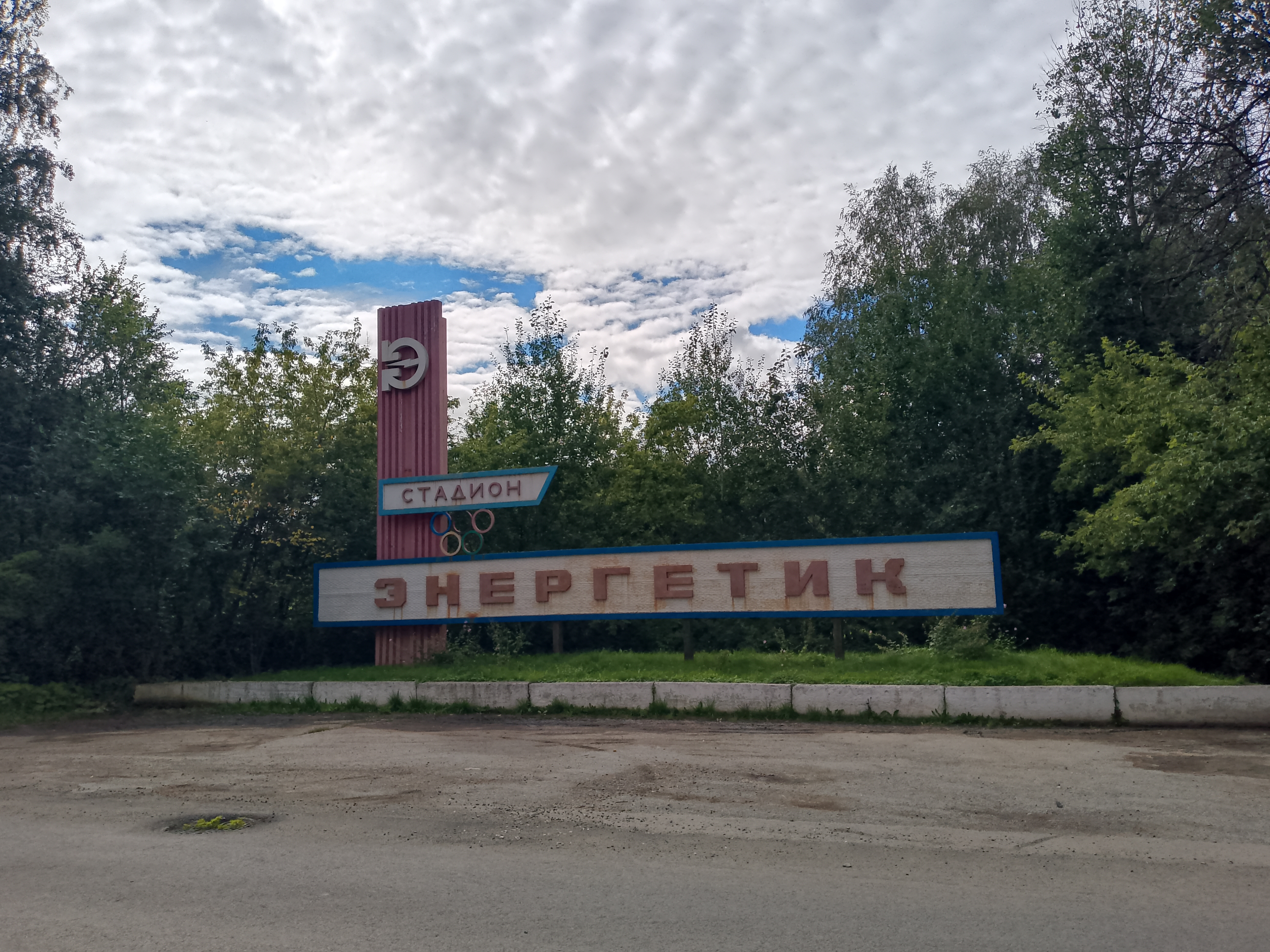
Стела стадиона «Энергетик»
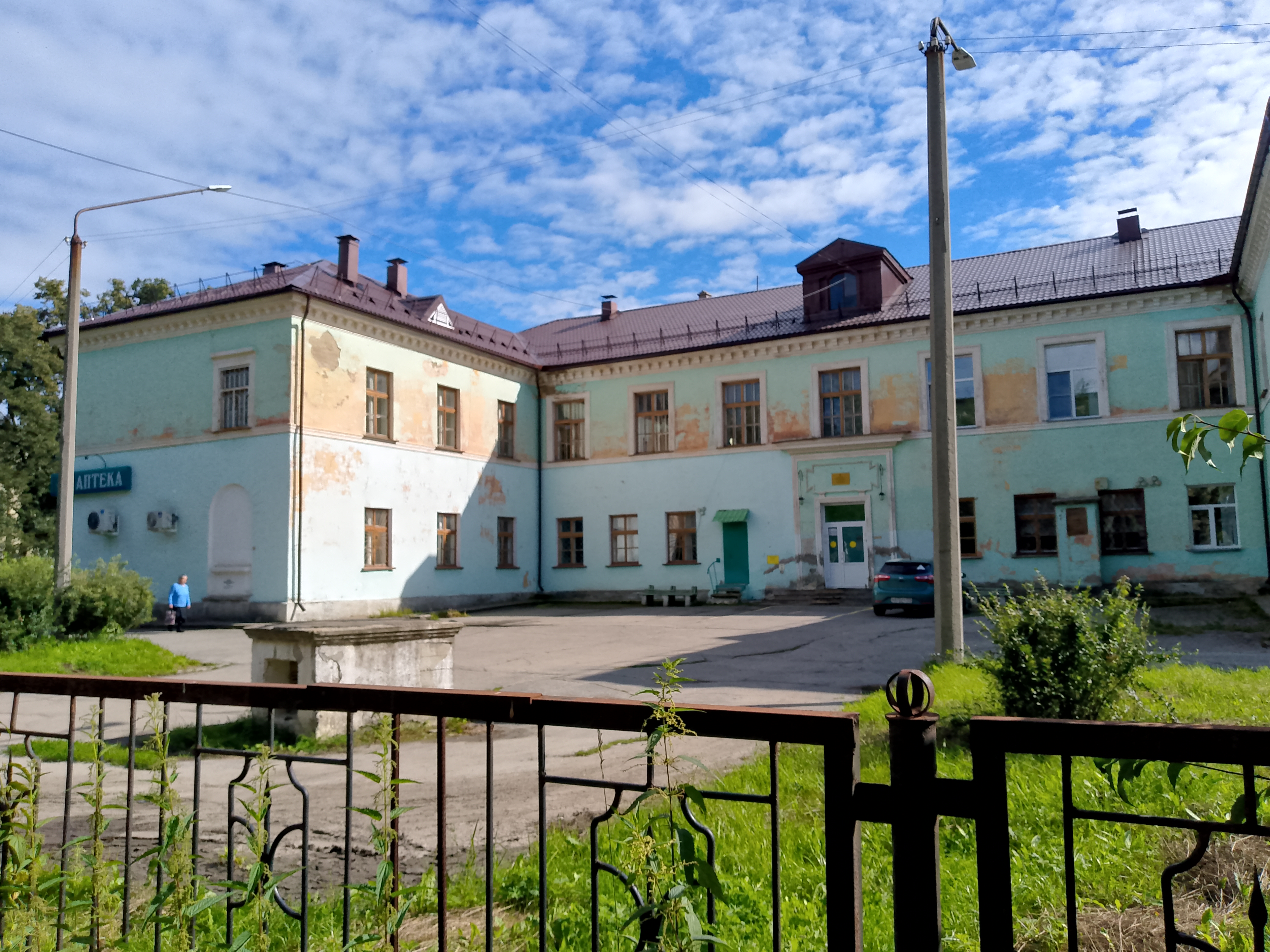
Поликлиника в Новогорном
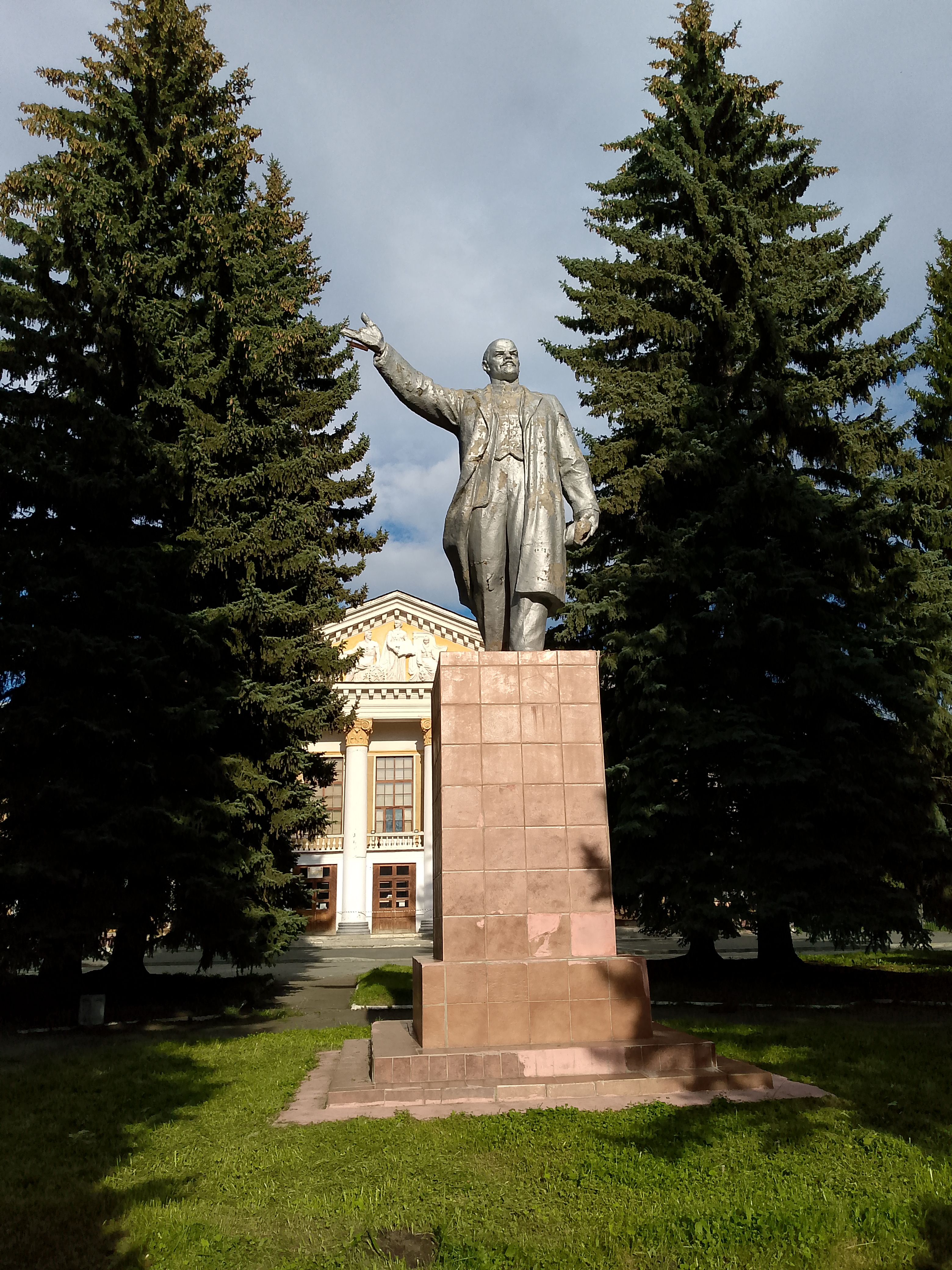
Статуя Ленина перед ДК «Энергетик»
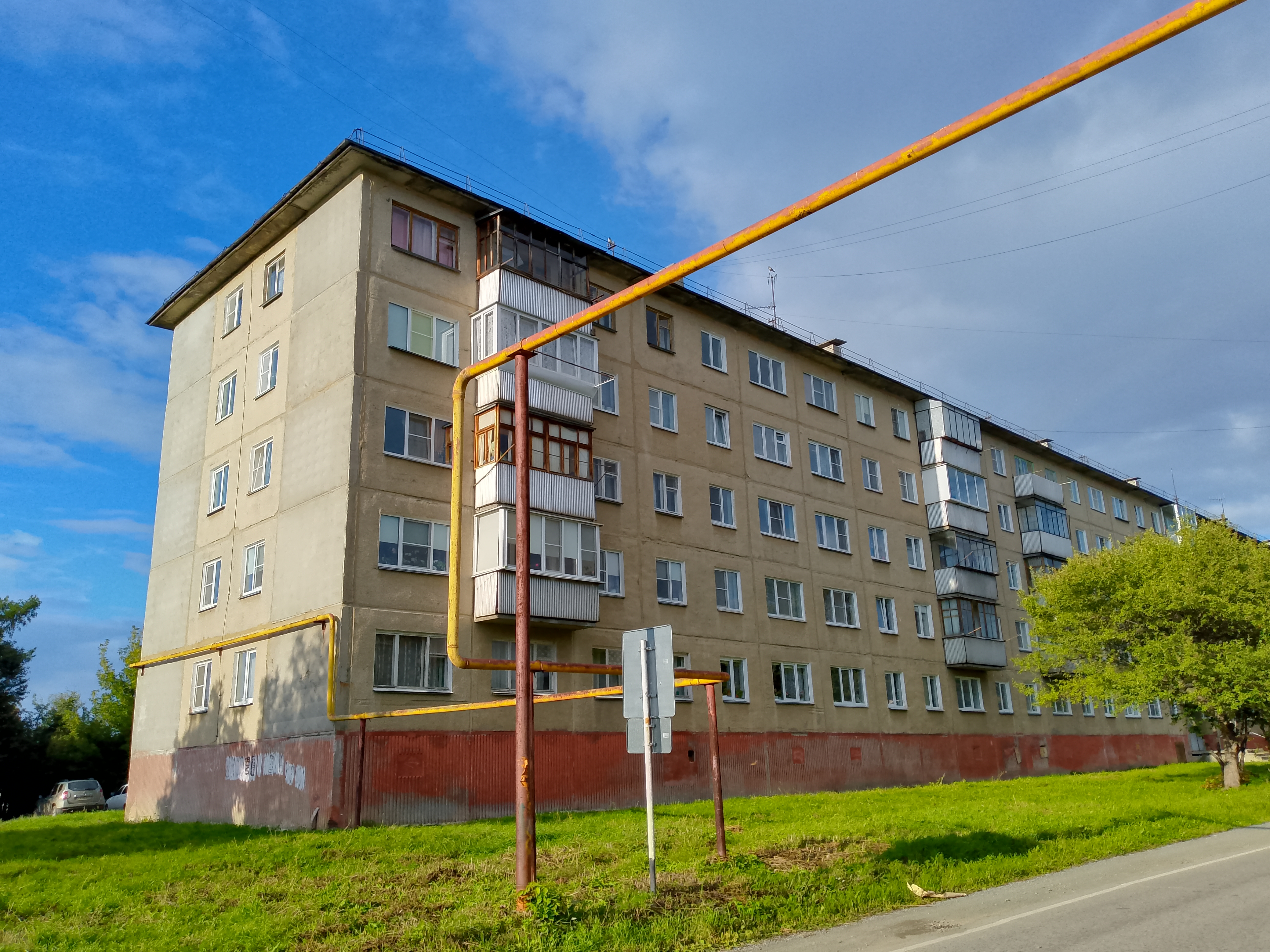
Одно из пятиэтажных зданий в посёлке